# Crambe santosii
Crambe santosii Bramwell, es una especie de planta perteneciente a la familia de las brasicáceas. 

## Distribución geográfica
Crambe santosii es  un endemismo de La Palma y La Gomera en las Islas Canarias.

## Descripción
Se diferencia de otras especies por el gran tamaño que puede alcanzar la planta (hasta 4 m) y por el  tamaño de sus hojas, que pueden alcanzar los 50 cm de largo, pecioladas, con bordes dentados y que no son muy ásperas al tacto.

## Taxonomía
Crambe santosii, fue descrita  por David Bramwell y publicado en Botanical Journal of the Linnean Society 156: 299. 2008.
Etimología
Crambe: nombre genérico que deriva  del latín crambe, y del griego κράμβη , "una especie de col".
santosii: epíteto de la especie dedicada al botánico palmero Arnoldo Santos. 